# Tanz mit einem Mörder
Tanz mit einem Mörder (Originaltitel: Dance Me Outside) ist ein kanadischer Film des Regisseurs Bruce McDonald aus dem Jahr 1994. Das Drama nach dem gleichnamigen Buch von William Patrick Kinsella dreht sich um das Leben junger Indianer im Reservat.

## Handlung
Die Freunde Silas und Frank leben in einem Indianerreservat und interessieren sich für eine Lehrstelle als Automechaniker, sind aber bei ihren Bewerbungen unschlüssig und vertun ihre Zeit. Abwechslung in ihr Leben bringt der Besuch von Silas’ Schwester Illianna und deren weißem Mann Robert, mit dem sie Späße treiben. Als Gooch, Illiannas früherer Freund, aus dem Gefängnis entlassen wird, kommt Spannung auf. Diese droht sich gewaltsam zu entladen, als Silas, Frank und Gooch zusammen mit weiteren Freunden aus dem Reservat bei einem Fest am Wochenende mit weißen Rassisten aneinandergeraten. Mit Silas’ Lebenswandel unzufrieden trennt sich daraufhin seine Freundin Sadie von ihm. Nach dem Fest wird das Mädchen Little Margaret ermordet aufgefunden und der weiße Rassist Clarence dafür wegen Totschlags zu nur zwei Jahren Haft verurteilt. Sadie setzt sich mit anderen auf rechtlichem Weg für eine stärkere Bestrafung von Clarence ein. Als Clarence jedoch sogar schon nach einem Jahr entlassen wird, wollen Silas und Frank zusammen mit anderen Blutrache verüben, werden aber von ihren Freundinnen auf subtile Weise davon abgehalten. Um eine lange Haftstrafe für ihre Freunde zu verhindern, töten diese Clarence selbst. Die Polizei, die nur männliche Indianer verdächtigt, kann daher niemandem den Mord nachweisen. Silas, der wieder mit Sadie versöhnt ist, und Frank können eine Lehre als Mechaniker beginnen.

## Hintergrund
Dem Film liegt das gleichnamige Buch (Dance Me Outside, Kurzgeschichten, 1977) von W. P. Kinsella zugrunde. Gedreht wurde in First Nations Reserves bei Parry Sound, Kanada. Die Uraufführung war am 9. September 1994 beim Toronto International Film Festival. Als Ableger des Films entstand anschließend die Fernsehserie The Rez.
Am 10. April 2006 erschien der Film unter dem Titel Dance Me Outside in Deutschland auf DVD.

## Kritik
„Der Film schildert zwei ereignisreiche Wochenenden im Indianerreservat von Kidabanesee. Zwischen diesen Wochenenden liegt ein Jahr.“

„Obwohl der Film die Probleme der indianischen Ureinwohner ernsthaft thematisiert, besticht er durch abrupte Tempo- und Atmosphärenwechsel. Ein Roadmovie voller Witz und Charme, das von der Spiellaune der jugendlichen Darsteller getragen wird und indianische wie weiße Vorurteile ironisiert.“

„Jenseits von folkloristischer Romantik oder Armutsklischees entsteht ein widersprüchliches Gruppenporträt. Besonders aufgrund der lebendigen Hauptdarsteller gelingt es ‚Dance me outside‘, auf dem schmalen Grat zwischen Teenager-Komödie und sozialkritischem Krimi zu wandern.“

„Seine rauhe, handfeste Ballade vom Erwachsenwerden hat der kanadische Regisseur Bruce McDonald (‚Highway 61‘) mit viel realistischem Flair und Gespür für den unfreiwilligen Witz des Alltags gespickt.“

„Mit viel Einfühlungsvermögen realisierte Adaption des Romans von W.P. Kinsella, in der Regisseur Bruce McDonald sowohl indianische als auch weiße Vorurteile thematisiert und gleichzeitig ironisiert. Trotz der ernsthaften Herangehensweise besitzt dieses Road Movie genug Humor und Charme, um auch ein breiteres Publikum zu unterhalten. Maßgeblichen Anteil daran haben auch die jugendlichen Hauptdarsteller Ryan Black und Adam Beach, die mit Spielwitz überzeugen. Sehenswertes Abbild indianischen Lebens von heute.“

## Auszeichnungen
- American Indian Movie Award für Adam Beach in der Kategorie Bester Darsteller (1995).
- Genie Award in den Kategorien Bester Schnitt und Bester Ton (1996).